# Florida State Road 970
Die Florida State Road 970 ist eine State Route innerhalb von Miami im US-Bundesstaat Florida, die lokal auch als Downtown Distributor bekannt und autobahnähnlich ausgebaut ist. Sie verbindet auf einer Länge von knapp einem Kilometer die Interstate 95 mit dem U.S. 1 in Downtown Miami. Die Straße wird vom Florida Department of Transportation (FDOT) betrieben.